# Aartsbisdom Caceres

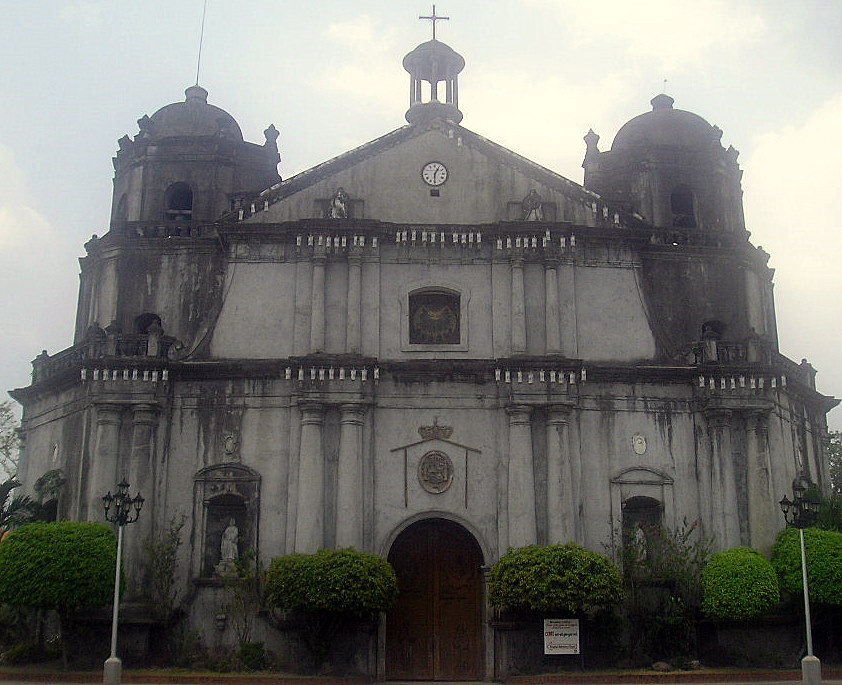
Naga Metropolitan Cathedral

Het Aartsbisdom Caceres (Latijn: Archidioecesis Cacerensis) (tot 29 juni 1951 bisdom Nueva Caceres) is een van de 16 rooms-katholieke aartsbisdommen van de Filipijnen. Het gebied van het aartsbisdom Caceres omvat tegenwoordig de provincie Camarines Sur. De suffragane bisdommen zijn de bisdommen Daet, Legazpi, Masbate, Sorsogon, Virac en Libmanan. De metropolitane kathedraal van het aartsbisdom Caceres is Naga Metropolitan Cathedral. De aartsbisschop van Caceres is sinds 2024 Rex Andrew Clement Alarcon. Het aartsbisdom had in 2019 een totaal aantal van 1.769.130 geregistreerde gedoopte katholieken.

## Geschiedenis
Het aartsbisdom Caceres is ontstaan door een pauselijke bul ondertekend door Paus Clemens VII op 14 augustus 1595 als een afsplitsing van het aartsbisdom Manilla en heette in die tijd Nueva Caceres. Het bisdom bestreek in die tijd de provincies Camarines en Albay, de eilanden Masbate, Ticao, Burias, Catanduanes en Samar. Bisschop Luis Maldonado werd benoemd als eerste bisschop van het bisdom.
Op 29 juni 1951 werd het bisdom verheven tot het aartsbisdom Caceres met als suffragane bisdommen de bisdommen Legazpi en Sorsogon. In 1968 kwam daar het bisdom Virac bij en op 27 mei 1974 de bisdommen Virac en Masbate. Op 9 december 1989 werd de laatste verandering doorgevoerd toen de territoriale prelatuur Libmanan ontstond als een afsplitsing van het aartsbisdom Caceres.

## Bisschoppen[2]
- Luis Maldonado ( 1595 - 1596)
- Francisco Ortega (13 sep 1599 - 1602)
- Baltazar de Covarrubias y Múñoz (13 jan 1603 - 6 jun 1605)
- Pedro de Godinez (12 dec 1605 - 1611)
- Pedro Matias (17 sep 1612 - 1615)
- Diego Guevara (3 aug 1616 - 1623)
- Luis de Cañizares (1 jul 1624 - 19 jun 1628)
- Francisco Zamudio y Abendano (10 jul 1628 - 1639)
- Nicolas de Zaldivar y Zapata (2 mei 1644 - 1646)
- Antonio de San Gregorio (17 nov 1659 - 1661)
- Andres Gonzalez (10 sep 1685 - 14 feb 1709)
- Domingo de Valencia (10 jan 1718 - 21 jun 1719)
- Felipe Molina y Figueroa (20 nov 1724 - 1 mei 1738)
- Isidro de Arevalo (29 aug 1740 - 1751)
- Manuel de Matos (11 feb 1754 - 24 feb 1767)
- Antonio de Luna (19 dec 1768 - 16 apr 1773)
- Juan Antonio Orbigo y Gallego (14 dec 1778 - 15 dec 1788)
- Juan García Ruiz (26 jun 1784 - 2 mei 1796)
- Domingo Collantes (15 dec 1788 - 23 jul 1808)
- Bernardo de la Inmaculada Concepción García Hernández (23 sep 1816 - 9 okt 1829)
- Juan Antonio Lillo (28 feb 1831 - 3 dec 1840)
- Vicente Barreiro y Pérez (19 jan 1846 - 14 apr 1848)
- Manuel Grijalvo y Mínguez (14 apr 1848 - 13 nov 1861)
- Francisco Gainza Escobás (25 sep 1862 - 31 jul 1879)
- Casimiro Herrero Pérez (1 okt 1880 - 12 nov 1886)
- Arsenio del Campo y Monasterio (25 nov 1887 - 20 jul 1903)
- Jorge Barlin Imperial (14 dec 1905 - 4 sep 1909)
- John Bernard MacGinley (2 apr 1910 - 24 mrt 1924)
- Francisco Javier Reyes (20 jun 1925 - 15 dec 1937)
- Pedro Paulo Santos (21 mei 1938 - 6 apr 1965)
- Teopisto Valderrama Alberto (6 apr 1965 - 20 okt 1983)
- Leonard Zamora Legaspi (20 okt 1983 - 8 sep 2012)
- Rolando Octavus Joven Tria Tirona (8 sep 2012 - 22 feb 2024)
- Rex Andrew Clement Alarcon (22 feb 2024 - )